# کاله دل‌هایه
کاله دل‌های (به آلمانی: Kalle Del'Haye) بازیکن فوتبال و مهاجم اهل آلمان است که از سال ۱۹۸۰ میلادی عضو تیم ملی فوتبال آلمان بوده است. وی در ۲ بازی ملی حضور داشته است و آخرین بازی ملی خود را در سال ۱۹۸۰ میلادی انجام داد. کاله دل‌های در بازی‌های ملی‌اش گلی به ثمر نرساند.